# 小栗一也
小栗 一也（おぐり かずや、1923年〈大正12年〉4月2日 - 2001年〈平成13年〉12月13日）は、日本の俳優。本名は中村 俊男（なかむら としお）。
東京市荏原郡世田ヶ谷町（現・東京都世田谷区）出身。正則英語学校（現・正則学園高等学校）中退。たむらプロ、岩崎事務所に所属していた。

## 人物
1946年に文芸劇場に入団。1955年に劇団葦の結成に参加。その後はフリーとなり、味のある名脇役として数多くの映画、テレビドラマに出演した。
2001年12月13日、肺炎のため死去、78歳没。

## 出演

### 映画
- 真空地帯（1952年、東宝、監督：山本薩夫）
- 黒い画集 あるサラリーマンの証言（1960年、東宝、監督：堀川弘通）
- 青い野獣（1960年、東宝、監督：堀川弘通）
- 黒い画集 第二話 寒流（1961年、東宝、監督：鈴木英夫）
- ひき逃げ（1966年、東宝、監督：成瀬巳喜男）
- 乱れ雲（1967年、東宝、監督：成瀬巳喜男）
- 新選組（1969年、三船プロ、監督：沢島忠）
- 愛のきずな（1969年、東宝、監督：坪島孝）
- 王将（1973年、東宝、監督：堀川弘通）
- 血を吸う薔薇（1974年、東宝、監督：山本迪夫）
- 日本任侠道 激突篇（1975年、東映）
- 青い山脈（1975年、東宝）

### テレビドラマ
- 月光仮面（1958年 - 1959年、KRT）
- バス通り裏（1958年 - 1963年、NHK）
- 特別機動捜査隊 第111話「のれん」（1963年、NET / 東映）
- 虹の設計（1964年、NHK）
- 三匹の侍（CX）
  - 第4シリーズ 第6話「血と砂金」（1966年） - 居酒屋の親爺
  - 第6シリーズ 第5話「浪人志願」（1968年） - 坂部門馬
- 銭形平次 （CX / 東映）
  - 第24話「捕縄の掟」（1966年） - 六兵衛
  - 第596話「夫婦屋台」（1977年）
  - 第667話「結婚って何だ」（1979年） - 山吹屋
- ザ・ガードマン（TBS / 大映テレビ室）
  - 第150話「南海の死闘」（1968年）
  - 第155話「絶望の３６時間」（1968年）
- 意地悪ばあさん 第8話「三食ひるねつきの巻」（1967年、YTV / C.A.L）
- セブンティーン -17才-（1969年、NTV / 東映）
- 花のお江戸のすごい奴 第1話「まぼろしの花嫁」（1969年、CX / 東映 / 新国劇） - 伊勢屋惣兵衛
- 女のうず潮（1970年、TBS）
- 鬼平犯科帳（NET / 東宝）
  - 第1シリーズ 第7話「暗剣白梅香」（1969年）- 利右衛門
  - 第1シリーズ 第62話「罪ほろぼし」（1970年） - 上総屋太兵衛
  - 第2シリーズ 第11話「女賊」（1971年） - 瀬音の小兵衛
- 大忠臣蔵（1971年、NET） - 安井彦右衛門
- 人形佐七捕物帳 第3話「河童の捕物」（1971年、NET / 東宝） - 山口屋治兵衛
- 天皇の世紀 第11話「決起」（1971年、ABC）
- 大江戸捜査網（12ch→TX / 三船プロ）
  - 第36話「消えた十手」（1971年）
  - 第72話「太陽に背いた男」（1972年） - 岡部兵庫
  - 第93話「除夜の鐘にて参上」（1972年） - 名和安右衛門
  - 第108話「裁くのは俺だ!」（1973年） - 佐吉
  - 第139話「非情の町の掟」（1974年） - 伊右衛門（遠州無宿の弥太郎）
  - 第157話「初夜に消された恋女房」（1974年） - 丹波屋総右衛門
  - 第207話「兇悪の侵入者」（1975年） - 源蔵
  - 第311話「父子同心復讐の子守唄」（1977年） - 萩尾十内
  - 第330話「哀しみの岡ッ引魂」（1978年） - 文蔵
  - 第355話「錠前破り男の挽歌」（1978年） - 又造
  - 第396話「火つけ軍団凶悪の罠」（1979年） - 弥兵衛
  - 第511話「訴状を託された娘」（1981年） - 司屋
  - 平成版 第1シリーズ 第8話「小さな目撃者の危機!」（1990年） - 弥吉
- 軍兵衛目安箱 第11話「いろはにほへと」（1971年、NET / 東映） - 与吾作
- 大岡越前（TBS / C.A.L）
  - 第2部 第26話「脅迫者」（1971年11月8日） - 嘉兵衛
  - 第3部 第13話「恐怖の連判状」（1972年9月4日） - 田部作左衛門
  - 第7部 第3話「相合傘の女」（1983年5月2日） - 六兵衛
- ウルトラマンA 第42話「冬の怪奇シリーズ! 神秘!怪獣ウーの復活」（1972年、TBS / 円谷プロ） - 小雪の祖父
- 泣くな青春（1972年 - 1973年、CX / 東宝）
- 火曜日の女シリーズ （NTV）
  - 木の葉の家（1970年）- 安田医師
  - ガラス細工の家（1973年、ユニオン映画）
- 太陽にほえろ! （NTV / 東宝）
  - 第42話「知らない街で…」（1973年） - 古山喜平（北和泉署刑事）
  - 第140話「故郷の父」（1975年） - 多田良造（信濃署少年係刑事）
  - 第197話「ペスト」（1976年） - 大森理事長
  - 第277話「身代り」（1977年） - 墓参りに来た老夫婦（夫）
  - 第350話「高校時代」（1979年） - 石塚の恩師
- 荒野の用心棒 第39話「荒野の果てに陽はまた昇り…」（1973年、NET / 三船プロ） - 空っ風の仁蔵
- 木下恵介アワー / わが子は他人（1974年、TBS） - 早瀬
- 江戸を斬る 梓右近隠密帳 第18話「大奥に挑む」（1974年、TBS / C.A.L）
- 華麗なる一族（1974年 - 1975年、MBS / 東宝） - 一之瀬工場長
- 水戸黄門（TBS / C.A.L）
  - 第5部 第1話「水戸黄門 -江戸-」（1974年4月1日） - 山室軍兵衛
  - 第11部 第2話「夏祭り・姫君暗殺計画 -二本松-」（1980年8月25日） - 大矢主馬
  - 第12部
    - 第1話「讃岐への旅立ち -水戸・江戸-」（1981年8月31日） - 三木弥兵衛
    - 第19話「初春姫君替え玉騒動 -姫路-」（1982年1月4日） - 石田孫太夫

  - 第13部 第21話「身替り八兵衛お殿様 -唐津-」（1983年3月7日） - 大山三太夫
  - 第14部 第3話「姫様そっくり千両役者 -福島-」（1983年11月14日） - 信夫屋嘉兵衛
  - 第15部（1985年）
    - 第11話「老公暗殺! 火炎地獄 -福岡-」 - 宗方将監
    - 第38話「父と呼ばれた格之進 -大宮-」 - 千右衛門

  - 第16部（1986年） - 安藤飛驒守
    - 第1話「水戸黄門 -水戸-」
    - 第10話「悪を断った鍾馗の舞 -和歌山-」

  - 第20部 第46話「印籠盗んだ女掏摸 -会津-」（1991年9月23日） - 若松屋孫兵衛
  - 第21部 第25話「酔いどれ仁術 -糸魚川-」（1992年9月21日） - 松川仙右衛門
- 伝七捕物帳 第62話「赤ん坊抱えた黒門町」（1975年、NTV）
- 大河ドラマ （NHK）
  - 元禄太平記（1975年） - 朽野縫殿助
  - 花神（1977年） - 山田宇右衛門
  - 草燃える（1979年） - 岡崎義実
  - 峠の群像（1982年） - 小野寺十内
- 俺たちの旅 第40話「やさしさだってあるのです」（1976年、NTV / ユニオン映画） - 八百修の店主
- 花王 愛の劇場（TBS）
  - 君恋し（1976年）
  - 愛の終着駅（1978年）
  - わが母は聖母なりき（1980年）
  - 燃える命（1981年）
  - 人生はガタゴト列車（1984年）
- 俺たちの朝 第13話「裸踊りと染色と口惜涙」（1977年、NTV / ユニオン映画） - たじま
- 少年ドラマシリーズ / 赤い月（1977年、NHK） - 倉田春恵
- 遠山の金さん 杉良太郎版 第66話「危険も二倍の賭けで死ね!」（1977年、NET/東映） -相模屋精右衛門
- 破れ奉行 第14話「河童のわび証文」（1977年、ANB / 中村プロ） - 間柄但馬
- 達磨大助事件帳 第29話「泣くな妹よ」（1978年、ANB / 前進座 / 国際放映） - 山虎
- 特捜最前線（ANB / 東映）
  - 第88話「私だけの三億円犯人!」（1978年）
  - 第324話「紫陽花の見た殺人鬼!」（1983年）
- 暴れん坊将軍シリーズ（ANB / 東映）
  - 吉宗評判記 暴れん坊将軍
    - 第30話「裏切り御免!」（1978年） - 信濃屋善右衛門
    - 第104話「日本一の花嫁御寮」（1980年） - 久兵衛
    - 第119話「女狐が泣いた一番纏」（1980年） - 喜作
    - 第175話「百万石の冷飯くらい」（1981年） - 田辺彦太夫

  - 暴れん坊将軍II
    - 第4話「富士の白雪に消えた女」（1983年） - 嘉平
    - 第188話「俺がまことの吉宗だ!」（1987年） - 松下兵庫
- 同心部屋御用帳 江戸の旋風IV 第4話「かんざし同心」（1978年、CX / 東宝） - 治平
- 判決（1978年 - 1979年、ANB） - 校長
- 江戸の激斗（1979年、CX / 東宝）
  - 第10話「奪われざるもの」 - 信濃屋喜助
  - 第24話「必死の脱出!!」 - 木部三左衛門
- 桃太郎侍 （NTV / 東映）
  - 第164話「お袋さんと呼ばれたい」（1979年） - 飛騨屋茂十
  - 第181話「純情ひとすじ廓の恋」（1980年） - 和泉屋茂兵衛
  - 第203話「逃げろ! 田之助、絶体絶命」（1980年） - 弥平
  - 第232話「「嫁にするなら錦絵の女」（1981年） - 遠州屋半兵衛
  - 第249話「小判が消えた下総路」（1981年） - 八束村名主
- 西遊記II 第4話「落ちこぼれの恐怖! 分数妖怪」（1979年、NTV / 国際放映）
- そば屋梅吉捕物帳 第13話「涙雨殺し人別帳」（1979年、12ch / 国際放映） - 巽の喜兵衛
- 破れ新九郎 第14話「罠!死美人は知っていた…」（1979年、ANB / 中村プロ） - 惣兵衛
- Gメン'75 第236話「国会議員宿舎の連続強盗事件」（1979年、TBS / 東映） - 茂木
- 雪姫隠密道中記 第10話「身代り花嫁危機一髪!!」（1980年、MBS）
- 水曜時代劇 / いのち燃ゆ（1981年 NHK） -  岡田織江
- 秘密のデカちゃん 第5話「コソ泥が新婚家庭で盗んだモノは?」（1981年、TBS） - 元締
- 鬼平犯科帳 第2シリーズ（1981年、ANB / 東宝）
  - 第12話「網虫のお吉」 - 歌村清三郎
  - 第24話「おみよは見た」 - 大島の庄兵衛
- 玉ねぎむいたら…（1981年、TBS）
- 江戸の用心棒 第19話「怪談・八百屋お七」（1981年、CX / 東宝 / 映像京都） -  巴屋
- 右門捕物帖 第31話「盗人宿の女」（1982年） - お銀の父
- 同心暁蘭之介 第45話「同心哀話」（1982年）
- 赤かぶ検事奮戦記III 第13話「ドクロを抱いて寝る男」（1983年）
- 暴れ九庵 第11話「愛して殺して!」（1984年、KTV / 東宝） - 作次郎
- 火曜サスペンス劇場 / 誰かが見ている（1986年10月、NTV / 東京映画新社） - 殿山管理人
- 土曜ワイド劇場 / 辻真先の婚約旅行殺人事件シリーズ 第4作「能登半島婚約旅行殺人事件」（1988年、ANB / C.A.L）
- 花王名人劇場 / 裸の大将放浪記 第36回「清のさよなら鞆ノ浦・福山編」（1989年、KTV / 東阪企画） - 小島太一
- 男と女のミステリー / 幻の殺意（1990年、CX）
- 連続テレビ小説 / 君の名は（1991年、NHK） - 田島医師

### パイロットフィルム
- 豹マン（1967年、ピー・プロダクション、監督：船床定男） - 藤波博士